# Lirim Kastrati (Fußballspieler, Januar 1999)
Lirim Kastrati (* 16. Januar 1999 in Hogosht, Kamenica, BR Jugoslawien) ist ein kosovarischer Fußballspieler, der aktuell beim ungarischen Erstligisten Fehérvár FC unter Vertrag steht. Der Flügelspieler ist außerdem seit Oktober 2018 kosovarischer A-Nationalspieler.

## Karriere

### Verein
Kastrati wechselte im Sommer 2017 aus dem Nachwuchs des albanischen Vereins KF Shkëndija Tiranë in die Jugendabteilung des kroatischen Erstligisten Lokomotiva Zagreb. In der Rückrunde der Saison 2017/18 wurde er von Cheftrainer Goran Tomić in die erste Mannschaft befördert. Am 17. Februar (22. Spieltag) gab er bei der 0:1-Auswärtsniederlage gegen den NK Istra 1961 sein Debüt in der höchsten kroatischen Spielklasse, in dem er in der Startformation stand. In seinem zweiten Ligaspiel drei Wochen später führte er seinen Verein mit zwei Toren und einer Vorlage zum überraschenden 4:1-Auswärtssieg gegen den Tabellenführer Dinamo Zagreb. In der Folge etablierte er sich als Stammspieler und beendete die Spielzeit mit drei Toren und einer Vorlage in 14 Ligaspielen.
In der nächsten Saison 2018/19 behielt er seinen Status als Stammspieler bei und begann diese furios. Nach zehn Spieltagen hielt er bei sieben Toren und zwei Vorlagen, darunter ein Hattrick beim 5:2-Auswärtssieg gegen den NK Slaven Belupo Koprivnica. In der weiteren Spielzeit gelang ihm kein einziger Treffer mehr und nur noch eine Vorlage.
Auch die folgende Saison 2019/20 begann er dann wieder stark und erzielte in den ersten sieben Ligaspielen fünf Tore und bereitete drei Treffer vor. Am 17. Februar 2020 wechselte er zum Ligakonkurrenten Dinamo Zagreb, schloss sich aber für die verbleibende Spielzeit wieder leihweise dem NK Lokomotiva an. Dann absolvierte er die komplette Spielzeit 2020/21 für Dinamo und konnte am Ende den Meistertitel sowie den Pokalsieg feiern.
Am 1. September 2021 gab dann der polnische Erstligisten Legia Warschau die Verpflichtung des Stürmers über vier Jahre bekannt. 2022 wechselte er zum Fehérvár FC.

### Nationalmannschaft
Von Oktober 2017 bis März 2018 lief Kastrati fünfmal für die kosovarische U19-Nationalmannschaft auf. Parallel dazu spielte er ab Oktober 2017 auch zwei Jahre für die U21.
Am 11. Oktober 2018 debütierte er beim  3:1-Heimsieg gegen Malta in der UEFA Nations League 2018/19 für die A-Auswahl, als er in der 83. Spielminute für Vedat Muriqi eingewechselt wurde.